# Axinaea nitida
Espèce
Classification phylogénétique
Statut de conservation UICN

 NT  : Quasi menacé
Axinaea nitida est une espèce de plantes à fleurs du genre Axinaea et de la famille des Mélastomatacées endémique du Pérou.